# Dąbie (powiat janowski)
Dąbie – wieś w Polsce położona w województwie lubelskim, w powiecie janowskim, w gminie Modliborzyce. 
W latach 1975–1998 miejscowość należała administracyjnie do województwa tarnobrzeskiego. Według Narodowego Spisu Powszechnego (III 2011 r.) liczyła 280 mieszkańców i była dziewiątą co do wielkości miejscowością gminy Modliborzyce. Miejscowa ludność wyznania katolickiego przynależy do Parafii św. Stanisława w Modliborzycach.

## Historia
Pierwsze wzmianki o wsi pochodzą z 1419 roku, należała ona wtedy do majątku Dłutów i była częścią Słupia. W XVII w. należała do Chobrzańskich, a potem w XVIII w. został włączona do dóbr modliborskich należących wtedy do Nahoreckich. Podczas III wojny północnej około 1706 r. wojska kałmuckie i kozackie dokonały dość poważnych zniszczeń wsi co spowodowało duże zmniejszenie liczby jej mieszkańców. W drugiej połowie XVI w. we wsi istniały zabudowania dworskie, browar z karczmą i młyn. Wielu z gospodarzy było wtedy dość zamożnych. Oprócz pól pańszczyźnianych chłopi użytkowali też grunty czynszowe. Pod koniec XVIII w. Dąbie stało się własnością Dolińskich, a od 1862 r. Gorzkowskich i pozostało w ich posiadaniu, aż do uwłaszczenia, które nastąpiło w 1864 roku. W 1808 r. działała na terenie Dąbia papiernia (opisana dalej).
W 1921 r. wieś była zamieszkana przez 354 osoby. W okresie międzywojennym powstała szkoła, straż pożarna i Koło Młodzieży Wiejskiej – Siew. Po II wojnie światowej uruchomiono kółko rolnicze.

## Papiernia w Dąbiu
Istnienie papierni jest mało znane, funkcjonowała jednak blisko 150 lat. Powstała w połowie XVIII wieku. Właścicielem Dąbia była wtedy rodzina Nahoreckich jednak najprawdopodobniej powstała ona za sprawą rodziny Bielskich. Papiernia zlokalizowana była nad rzeką Sanną przy drodze Słupie-Dąbie. Najprawdopodobniej w istniejącym wcześniej młynie zainstalowano urządzenia do produkcji papieru i w taki właśnie sposób powstała. Siłą napędową w papierni było koło wodne napędzane wodą spadającą z góry, spiętrzaną w stawie. Za całą produkcję papieru odpowiedzialny był majster doglądający pracy urządzeń i przede wszystkim czerpiący papier. Źródła podają nazwiska papiernika Walentego Jaguckiego (1748 r.) i majstra Dominika Eskiera. W pracy majstrowi pomagali czeladnicy. Nie ma informacji o funkcjonowaniu papierni pod koniec XVIII wieku i na początku XIX. W 1823 r. papiernia była dzierżawiona (od właściciela Feliksa Dolińskiego) przez fabrykanta-majstera Ludwik Wrenera-Bartza. Wtedy pracowało około 10 czeladników. W 1827 r. produkcja Dąbia stanowiła 6% wytwórczości papierniczej w Królestwie Polskim. W 1842 r. zatrudnionych było około 23 pracowników, a Dąbie było jedną z 7 papierni w guberni lubelskiej. W 1858 r. roczna produkcja wynosiła 2500 ryz. Stopniowo jednak produkcja i zatrudnienie zmniejszały się, aż w 1878 r. pracowało tylko kilka osób. Wraz z dalszym rozwojem produkcji fabrycznej papieru los papierni w Dąbiu był przesądzony. Ostatecznie została zamknięta między 1882 r., a 1885. Papier wytwarzany w Dąbiu posiadał znaki wodne (filigrany). Znane są dziś 3 rodzaje tych znaków o charakterze obrazkowym, stosowane w pierwszej połowie XIX w.: Sosenka z jeleniem, Madonna z Dzieciątkiem w kręgu płomienistym, oraz Madonna dzieciątkiem – „Ludowa”. Obok tych znaków pojawiała się także nazwisko majstra i nazwa miejscowości Modliborzyce.

## Części Wsi
Wyróżnia się następujące części wsi:
- Dąbrocz[20] – część wsi powstała przed 1839 r. W 1897 r. zamieszkiwana przez około 33 osoby, a w 1921 r. przysiółek liczył 5 domów i 29 mieszkańców. SIMC 0799598.
- Lute Doły – część wsi istniejąca już 1801 r. pod nazwą Chobrzanka, a dopiero od około lat 30 XIX w. wzmiankowana jako Lute Doły. W połowie XIX w. powstał tu folwark[21] należący do dóbr modliborskich. W 1897 r. kolonię zamieszkiwało 31 osób, a w 1921 r. już tylko 28. SIMC 0799606.

## Źródła
- Budka W.: Papiernie w Królestwie Polskim w 1858 r., „Przegląd Papierniczy” 1948, nr 5, s. 97-97.
- Budka W.: Wykaz fabryk papieru w Królestwie Polskim z roku 1823, „Przegląd Papierniczy” 1956, nr 8, s. 248.
- Mikulec B.: Przemysł Lubelszczyzny w latach 1864-1914, Lublin 1989, s. 42, 157-158.
- Słownik geograficzny Królestwa Polskiego, tom I, Warszawa 1882, s. 245-256.
- Sochacka A.: Własność ziemska w województwie lubelskim w średniowieczu, Lublin 1987, s. 97, 189.
- Komisarz do spraw włościańskich powiatu Janów, sygn.: 335.
- Zenon Baranowski Papiernia w Dąbiu koło Modliborzyc, Janowskie Korzenie, Janów Lubelski 2008, nr 10, s. 50-51.
- Rząd Gubernialny Lubelski, Spisy, sygn.: 32, 142.
- Opis Gmin Powiatu Janowskiego, Muzeum Regionalne w Kraśniku 1933 r.
- Księgi Grodzkie Lubelskie, Relacje, sygn.: 194, 211, 264-5, 279, 306.